# Piękna złośnica
Piękna złośnica (fr. La belle noiseuse) – francusko-szwajcarski dramat filmowy z 1991 roku w reżyserii Jacques’a Rivette’a, zainspirowany opowiadaniem Honoriusza Balzaka pt. Nieznane arcydzieło. Zdjęcia kręcono w Assas w departamencie Hérault.

## Fabuła
Edouard Frenhofer razem z żoną Liz prowadzi spokojne, prowincjonalne życie w zamku w Prowansji. Tam trafia też za namową handlarza dzieł sztuki Porbusa, młody malarz Nicolas ze swoją dziewczyną Marianne. Liz zdradza przybyłym, że mąż trzyma u siebie pewien niedokończony obraz Piękna złośnica. Edouard zgadza się dokończyć obraz pod jednym warunkiem: że Marianne zgodzi się pozować do aktu.

## Główne role
- Michel Piccoli - Edouard Frenhofer
- Jane Birkin - Liz
- Emmanuelle Béart - Marianne
- Marianne Denicourt - Julienne
- David Bursztein - Nicolas
- Gilles Arbona - Porbus
- Marie Belluc - Magali
- Marie-Claude Roger - Françoise
- Leïla Remili - Służąca

## Nagrody i nominacje
44. MFF w Cannes
- Grand Prix
- Nagroda Jury Ekumenicznego

Cezary 1992
- Najlepszy film - Jacques Rivette (nominacja)
- Najlepsza reżyseria - Jacques Rivette (nominacja)
- Najlepsza aktorka - Emmanuelle Beart (nominacja)
- Najlepszy aktor - Michel Piccoli (nominacja)
- Najlepsza aktorka drugoplanowa - Jane Birkin (nominacja)